# Giuseppe Caforio
Giuseppe Caforio (Latiano, 2 dicembre 1941) è un politico italiano.